# Les Voies jaunes
Pour plus de détails, voir Fiche technique et Distribution.
Les Voies jaunes est un film documentaire français réalisé par Sylvestre Meinzer et sorti en 2022.

## Fiche technique
- Titre : Les Voies jaunes
- Réalisation : Sylvestre Meinzer
- Scénario : Sylvestre Meinzer
- Photographie et montage : Sylvestre Meinzer
- Son : Isaac Azoulay et Sylvestre Meinzer
- Pays de production :  France
- Production : SaNoSi Productions
- Genre : Documentaire
- Durée : 115 minutes
- Dates de sortie : France - 17 mars 2022 (Festival Cinéma du réel) ; 15 novembre 2023 (sortie nationale)

## Sélections
- Cinéma du réel 2022[1]
- États généraux du film documentaire 2022[2]